# Ogyris zosine
Ogyris zosine är en fjärilsart som beskrevs av William Chapman Hewitson 1853. Ogyris zosine ingår i släktet Ogyris och familjen juvelvingar. Inga underarter finns listade i Catalogue of Life.

## Bildgalleri

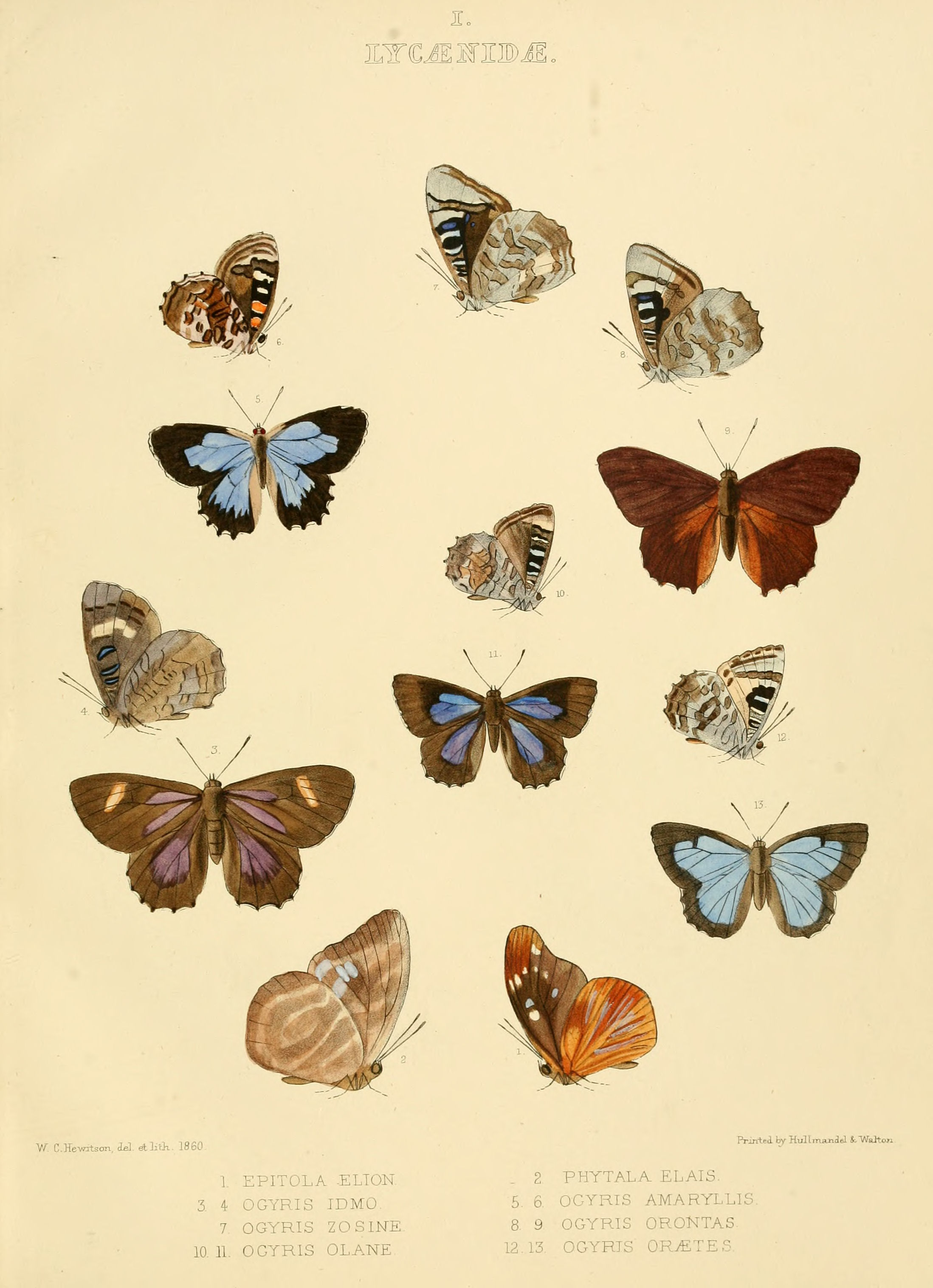
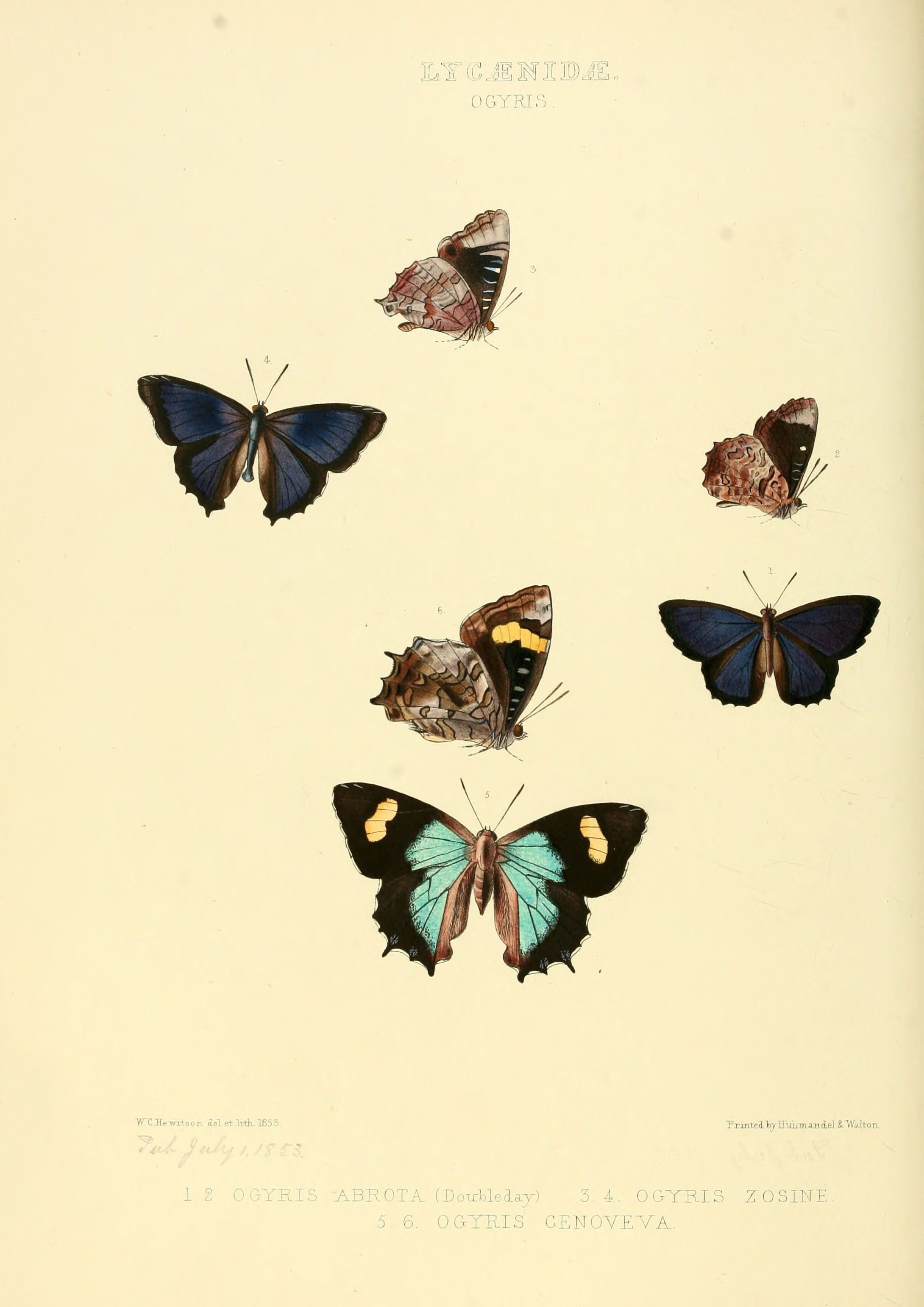
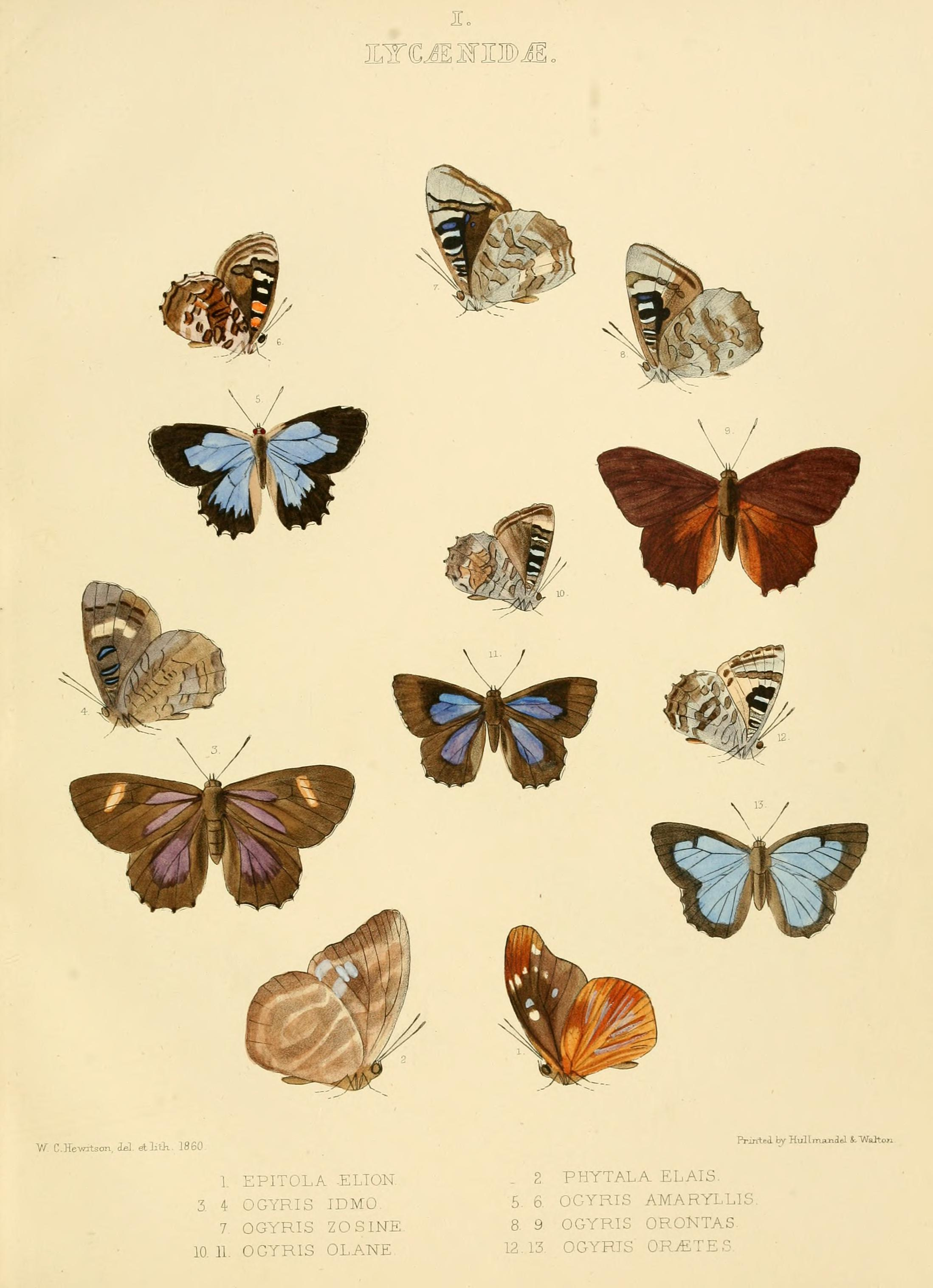
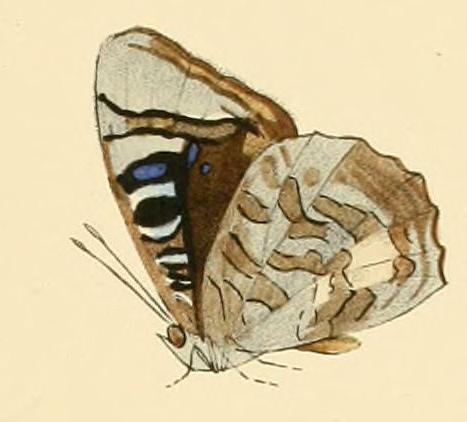